# Teatro Mogador

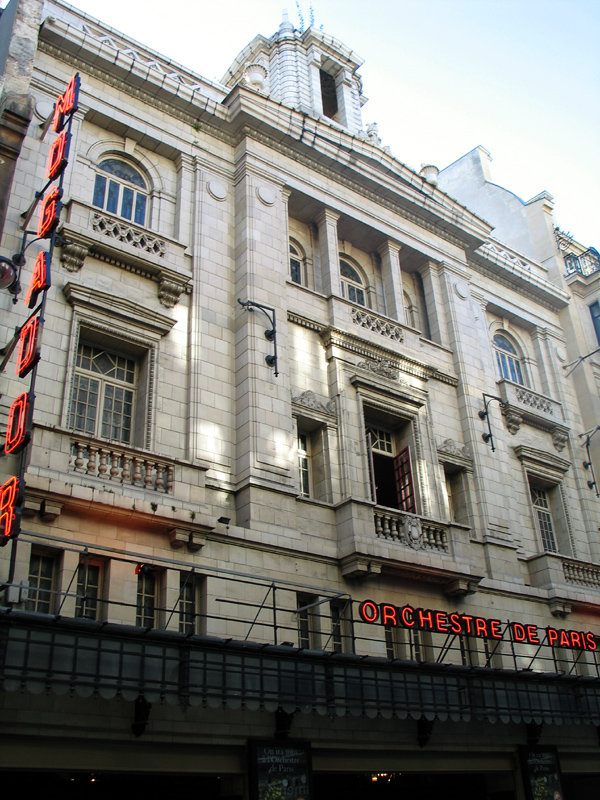
Fachada del teatro.

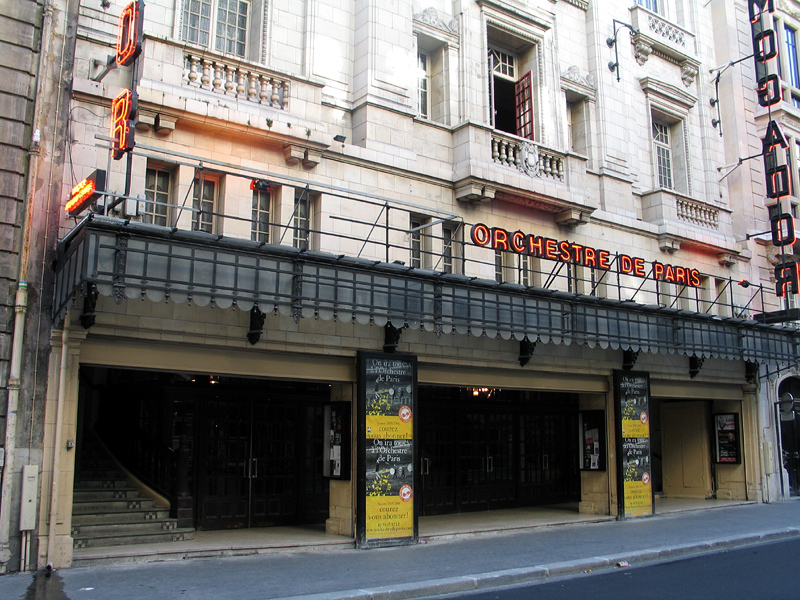
Entrada del teatro.

El Teatro Mogador (en francés: Théâtre Mogador), fundado en 1913 y diseñado por Bertie Crewe, es un teatro de music hall de París ubicado en el 9.º distrito. Puede alojar a 1,800 personas en tres escenarios.
En 1913 el financiero Sir Alfred Butt rentó un área en París. Construido bajo los principios y el estilo de los auditorías de música inglesa durante la Primera Guerra Mundial, el nombre original del "Teatro del Palacio" para referirse a los soldados británicos fue cambiado a "Theatre Mogador", el nombre antiguo de la ciudad de Essaouira en Marruecos. Entre los invitados a la inauguración estaban el presidente Wilson, entonces en Francia negociando el Tratado de Versalles (1919).
Desde 1920 fue una sala de variedades y cine, y ganó fama con las presentaciones de los "Ballets Rusos" de Sergei Diaghilev , y con el Thés Mogador – presentaciones de operetas y teatro en las tardes. Hasta los años 1970 el Théâtre Mogador fue principalmente usado para presentaciones de operetas, entre ellas Mistinguett. El teatro recibió la noche 99 de Molière el 9 de mayo de 2005.
Una completa renovación pudo recuperar para la construcción un nuevo esplendor en el año 1983. En 2005, fue renegociada por el grupo de propiedades "The Stage".

## Producciones notables
- 1920: Les Ballets Russes
- 1930: No, no, Nanette
- 1930: L'Auberge du Cheval blanc
- 1937: Ça c'est parisien
- 1990-1991: La Légende de Jimmy - una ópera rock sobre James Dean
- 1991-1992: Les Misérables
- 1993: Starmania
- Wild Woman blues
- 2003-2004: The Elvis story
- 2006-2007: The Lion King